# Ocotea sperata
Ocotea sperata är en lagerväxtart som beskrevs av P.L.R.Moraes & van der Werff. Ocotea sperata ingår i släktet Ocotea och familjen lagerväxter. Inga underarter finns listade i Catalogue of Life.